# Adam Drese

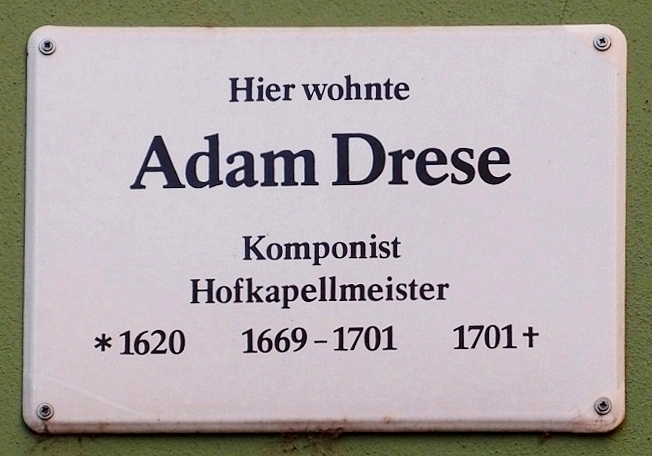
Gedenktafel Adam Drese in Jena, Romantikerhaus

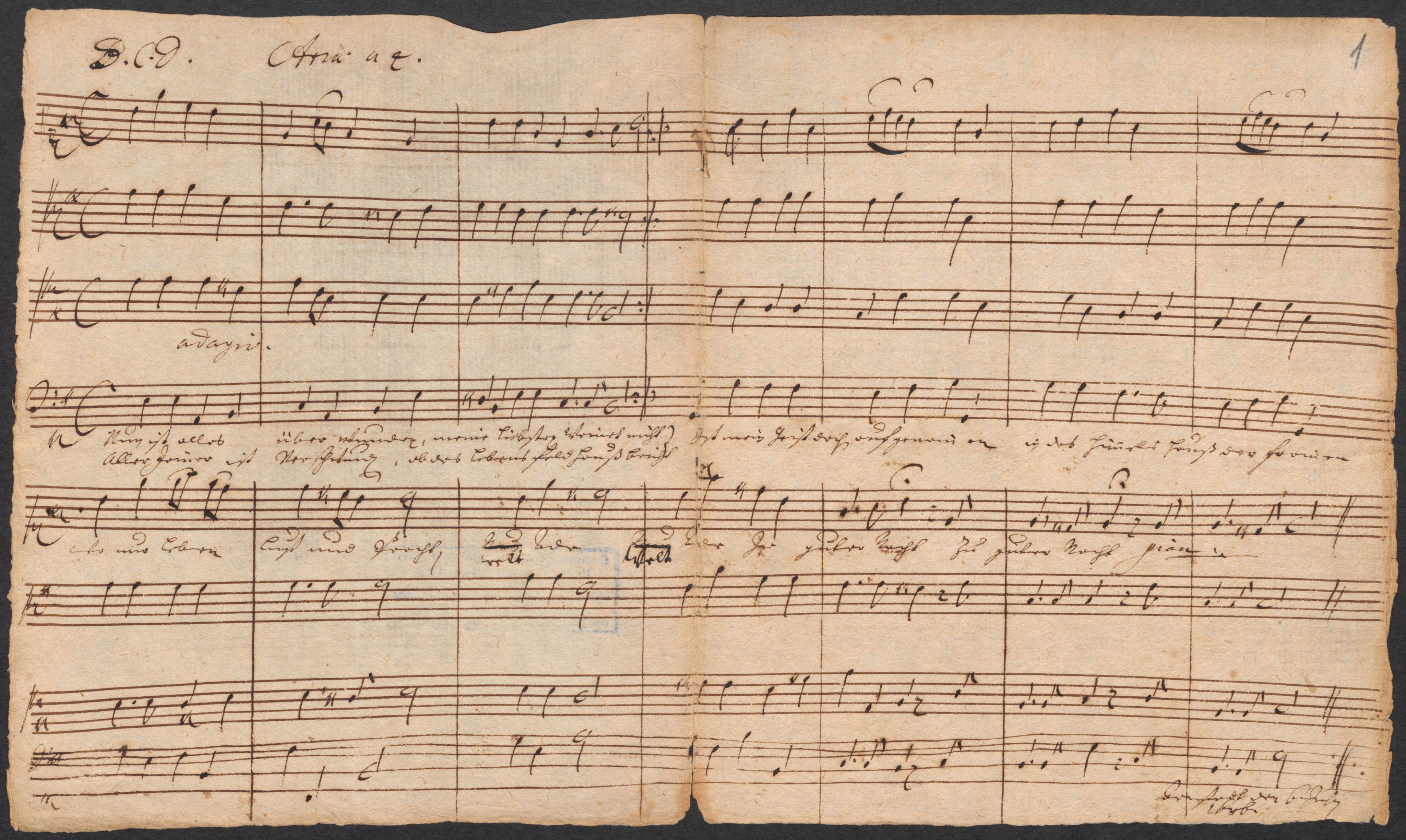
Nun ist alles überwunden, Autograph Dreses aus dem Nachlass Johann Sebastian Bachs

Adam Drese (* Dezember 1620 in Thüringen; † 15. Februar 1701 in Arnstadt) war ein deutscher Kapellmeister und Komponist.

## Leben und Werk
Drese erhielt seine Ausbildung auf Betreiben des Herzogs Wilhelm IV. von Sachsen-Weimar bei Marco Scacchi in Warschau und übernahm ab 1652 die Stelle als Hofkapellmeister bei seinem Gönner. Danach wirkte er noch in Jena und Arnstadt in gleicher Funktion.
Er schuf etliche Werke der Vokalmusik, von denen die meisten allerdings nicht erhalten sind. Bekanntheit erlangte er in seiner Zeit durch seine Choralmelodien zu religiösen Gedichten von Georg Neumark in dessen Werk Das Poetisch-musikalische Lustwäldlein. 
Das bekannte Kirchenlied Jesu, geh voran (EG 391) von Nikolaus Ludwig Graf von Zinzendorf geht auf Dreses 1698 erschienenes Lied Seelenbräutigam zurück. Außerdem vertonte er Kirchenlieder von Georg Konrad Büttner.
Eine Aria Dreses unter dem Titel Nun ist alles überwunden ist im altbachischen Archiv von Kompositionen der Familie Bach erhalten.